# 소양로 비석군
소양로 비석군은 강원특별자치도 춘천시 소양로1가에 있다. 2017년 9월 1일 춘천시의 향토문화유산 제2017-1호로 지정되었다.

## 개요
소양로 비석군은 소양 1교 주변과 춘천 관내에 흩어져 있던 비석들을 1940년과 1983년에 모두 소양로 1가 3-3번지로 옮겨와서 보호하고 있는 것이다. 비 가운데는 조선시대의 종이품직(從二品職)으로서 지금의 도지사급인 관찰사비 5기와 종삼품직(從三品職)으로서 지금의 시장급인 부사비 15기, 종사품직(從四品職)인 군수비 2기 등 총 26기가 있으며, 선정비가 25기이고 기념비가 1기이다. 소양로 비석군은 조선시대 로서 가치가 있는 문화유적이다.